# Filosofia
Filosofia est une société de distribution de jeux de société, fondée par Sophie Gravel en 2002, basé près de Montréal au Canada où il diffuse les jeux de très nombreux éditeurs étrangers, allemands, français, américains ou belges.

## Historique
Depuis 2006, Filosofia est également éditeur de jeux de société. Ses premières éditions sont les jeux en version francophone de la série des Colons de Catane. 
En 2011, la société rachète Z-Man Games. L'entreprise déménage à Rigaud.
En 2014, l'entreprise constitué de Filosofia et Z-Man Games  devient F2Z Entertainment,.
En 2016, F2Z Entertainment est racheté par Asmodee Éditions. 

## Jeux édités
- Les Piliers de la Terre, 2006, Michael Rieneck (de) et Stefan Stadler (de)
  - extension Michael Rieneck (de) et Stefan Stadler (de)
- Notre Dame, 2007, Stefan Feld
- De Cape & d'épée, 2006, Lutz Stepponat
- L'Année du dragon, (2007), Stefan Feld
- San Juan, 2004, Andreas Seyfarth
- Filou, Friedemann Friese
- Cuba, 2007, Michael Rieneck et Stefan Stadler
  - extension "Le Président", 2009, Michael Rieneck et Stefan Stadler
- L'Âge de pierre, 2008, Michael Tummelhofer
- Malédiction, 2008, Andreas Pelikan
- Pandémie, 2008, Matt Leacock
  - extension "Au seuil de la catastrophe", 2009, Matt Leacock et Thomas Lehmann
  - extension "Pandémie in vitro", 2013, Matt Leacock, Thomas Lehmann
  - extension "Pandémie État d'urgence", 2015, Matt Leacock, Thomas Lehmann
- A l'ombre des murailles, 2008, Inka et Markus Brand
- Rivière d'enfer, 2008, Friedemann Friese
- Fauna, 2008, Friedemann Friese
- Palais royal, 2008, Xavier Georges
- Mégawatts, 2008,  Friedemann Friese
- 1960 : Kennedy contre Nixon, 2007, Jason Matthews et Christian Leonhard
- Keltis, 2008, Reiner Knizia
- Carcassonne, Klaus-Jürgen Wrede
- Cartecassonne, Klaus-Jürgen Wrede et Karl-Heinz Schmiel
- Terra Mystica, 2012, Jens Drögemüller et Helge Ostertag -
- Deutscher Spiele Preis  2013, Nederlandse Spellenprijs  2013 International Gamers Awards  multijoueur 2013
- Arboretum, 2015, Dan Cassar

## GammeDominion

### Jeux originaux (stand alone)
- Dominion, 2008, Donald X. Vaccarino, Spiel des Jahres  2009
- Intrigue, 2009, Donald X. Vaccarino

### Extensions
- « Rivages », 2009, Donald X. Vaccarino
- « Alchimie », 2010, Donald X. Vaccarino
- « Prospérité », 2010, Donald X. Vaccarino
- « Arrière-Pays », 2011, Donald X. Vaccarino

## Gamme « Les Colons de Catane»
- Les Colons de Catane, 1995, Klaus Teuber
  - extension pour cinq et six joueurs, 1996
  - extension « Marins », 1997
  - extension « Villes & Chevaliers », 1998
- Les colons de Catane (le jeu de cartes pour 2 joueurs), 1996
  - extension « Barbares & Négociants », 2003
  - extension « Science & Progrès », 1999
  - extension « Chevaliers & Marchands », 1999
  - extension « Politique & Intrigues », 1999
  - extension « Magiciens & Dragons », 1999
  - extension « Artistes & Mécènes », 2006
  - extension « Commerce & Évolution », 1999
  - extension « Pêcheurs », 2005
- Elasund
- La Conquête de Rome

## Gamme Onivers
- Onirim (2010), de Shadi Torbey
- Sylvion (2015)
- Castellion (2015)

## Gamme V.I.P.
- Chinatown, réédition 2008, Karsten Hartwig
- Genoa, réédition, Rüdiger Dorn

### Gamme « Jeu pour deux»
- Les Colons de Catane (le jeu de cartes pour 2 joueurs) (2006 - réédité sous le nom Les Princes de Catane en 2012)
- Les Cités perdues, de Reiner Knizia (réédition, 2007)
- Kahuna, de Günter Cornett (réédition, 2007)
- Jambo (2007)
- Les Piliers de la terre : le duel des bâtisseurs (2009)
- César et cléopâtre (2010)
- Cœur de dragon (2010)
- Agricola : terres d'élevages (2012)
- Havre : le port fluvial (2012)
- Asante (2013)
- Targui (2013)
- Babel (2013)

## Anecdotes
Après le rachat par de F2Z Entertainment par Asmodee, la fondatrice de Filosofia, Sophie Gravel refonda une autre maison d'édition de jeu qu'elle nomma Plan B games. Cette même maison d'édition (Plan B games) fût également vendu à Asmodee quelques années plus tard.